# Национальный (стадион, Гаосюн)
Национальный стадион в Гаосюне  (кит. 高雄國家體育場; также 龍騰體育場) — многофункциональный стадион в Гаосюне, Тайвань. Самый большой по вместимости стадион Тайваня.
Строительство завершено в 2009 году. Стадион использовался для проведения легкоатлетических соревнований и соревнований по регби. Принимал основные соревнования Всемирных игр 2009. После игр стадион также начал использоваться для матчей сборной Тайваня по футболу.
Стадион спроектирован японским архитектором Тоёо Ито, который использовал для энергетических потребностей стадиона солнечную энергию 8844 солнечных панелей, покрывающих крышу стадиона. Они занимают площадь в 13000 квадратных метров и генерируют пиковую энергию до 1,03 МВт.